# 拉维勒讷沃欧弗雷讷
拉维勒讷沃-欧弗雷讷（法語：Lavilleneuve-aux-Fresnes，法語發音：[lavilnœv o fʁɛn]）是法国上马恩省的一个旧市镇，属于肖蒙区。1973年1月1日，拉维勒讷沃-欧弗雷讷与邻近的6个市镇并入科隆贝双教堂村，后者于2017年1月1日与市镇拉莫特昂布莱西合并为新的科隆贝双教堂村。

## 地理
拉维勒讷沃-欧弗雷讷（48°13'17.41"N, 4°50'43.03"E）面积2.41 平方千米，位于法国大東部大區上马恩省，该省份为法国东北部内陆省份，北起马恩省和默兹省，西接奥布省，西南接科多尔省，东南接上索恩省，东临孚日省。
拉维勒讷沃-欧弗雷讷的时区为UTC+01:00、UTC+02:00（夏令时）。

## 行政
拉维勒讷沃-欧弗雷讷的邮政编码为52330，INSEE市镇编码为52279。

## 人口
拉维勒讷沃-欧弗雷讷于2018年1月1日时的人口数量为22人。